# Goshen (Massachusetts)
Goshen – miasto w Stanach Zjednoczonych, w stanie Massachusetts, w hrabstwie Hampshire.